# Vesna
Vesna er et tjekkisk pigeband grundlagt i Prag, Tjekkiet i 2016. 
Gruppen har repræsenteret Tjekkiet i Eurovision Song Contest 2023 med sangen "My Sister's Crown" og fik en 10. plads i finalen.